# Allexis cauliflora
Espèce
Statut de conservation UICN

 VU (needs updating) A1c, B1+2c : Vulnérable
Allexis cauliflora est une espèce de plantes à fleurs de la famille des Violacées présente au Ghana et au Nigeria.